# Studená fronta

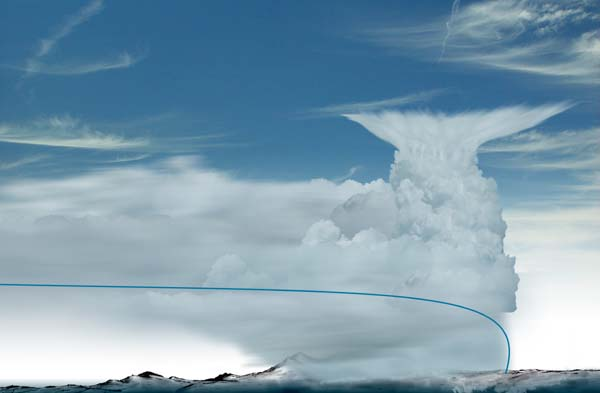
Schéma studené fronty: Studená fronta (modře) postupuje zleva doprava.

Mapová značka studené fronty

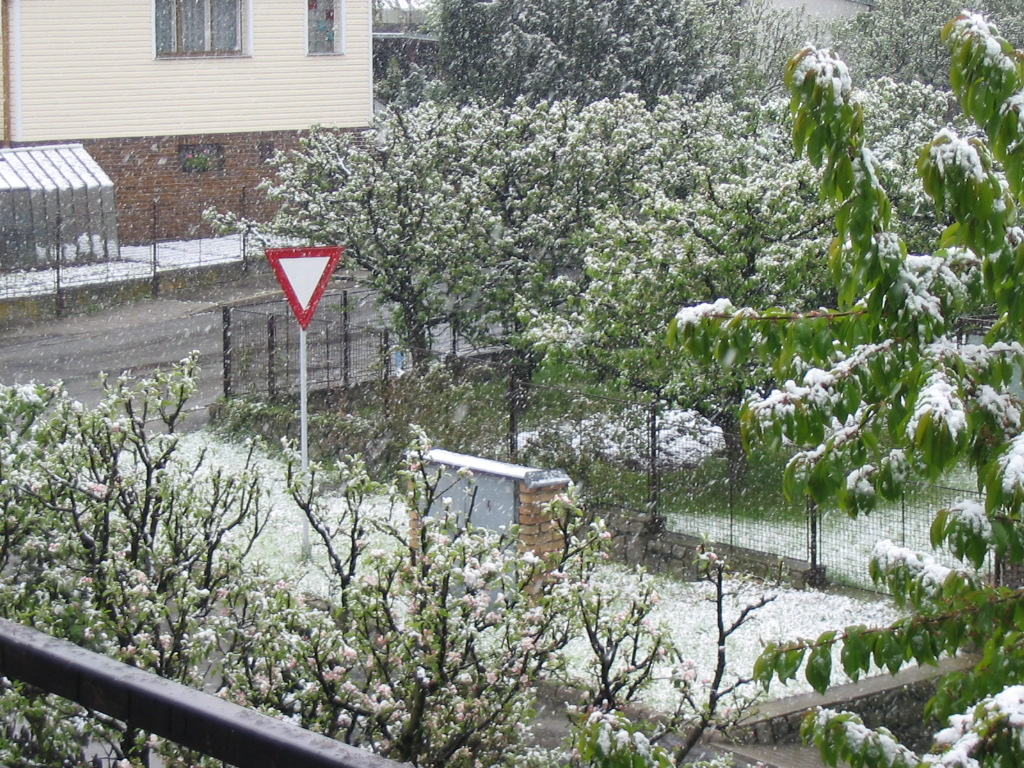
Většinou studená fronta přináší ochlazení a srážky

Studená fronta je rozhraním mezi relativně teplým a studeným vzduchem, nejčastěji v teplém sektoru tlakové níže neboli cyklóny a studeným vzduchem v týlu cyklóny. Frontální plocha postupuje většinou poměrně rychle (cca 50 km/h) a na svém čele vytlačuje teplejší vzduch prudce do výšky, čímž vzniká mohutná bouřková oblačnost cumulonimbus s mnoha nebezpečnými jevy, především bouřkami, silnými srážkami (často kroupami), nárazovým větrem, sníženou dohledností. Po přechodu studené fronty se ochladí a zpravidla fouká silný nárazový vítr a padají srážky ( jejich charakter a intenzita závisí na druhu studené fronty, viz níže). Později se oblačnost protrhává, v noci se může i zcela vyjasnit a během dne je na obloze kupovitá oblačnost. Teplota vzduchu po přechodu fronty rychle poklesne, naopak atmosférický tlak vzrůstá.
Pásmo oblačnosti a srážek se nachází za čárou fronty (čárou fronty se rozumí průsečnice frontální plochy se zemským povrchem). Studenou frontu rozlišujeme jako I. druhu a II. druhu. Studená fronta I. druhu se v Česku objevuje především v zimním období a připomíná obrácenou teplou frontu s rozsáhlým komplexem vrstevnaté oblačnosti a déletrvajícími srážkami. Studená fronta II. druhu přechází ve střední Evropě hlavně v teplé části roku. Pásmo její oblačnosti je úzké, v řádu desítek až stovek km. Na čele fronty se vyskytují bouřky s intenzivními srážkami, často kroupami. Po přechodu čáry fronty přes místo pozorování se srážky zmírňují nebo ustávají či přecházejí k přeháňkám. Za několik desítek minut až několik hodin se obloha může téměř vyjasnit.
Za výraznou studenou frontou se ochladí o 10 až 15 °C, ale jsou známy případy, kdy se ochladilo o 30 °C. K takovéto situaci došlo o silvestrovské noci z 31. prosince 1978 na 1. ledna 1979, kdy se v Československu ochladilo z +12 °C na −20 °C během několika hodin.
Ne vždy se musí za studenou frontou ochladit. V zimním období, kdy se v Česku velmi často utváří teplotní inverze a studený vzduch se ukládá v podobě jakéhosi jezera v kotlinách a nížinách, znamená přechod studené fronty promíchání vzduchu, rozrušení teplotní inverze a oteplení v nížinách.
Zvlněná studená fronta se vyskytuje obvykle na dlouhých studených frontách, kdy se v některých úsecích (např. nad Alpami) mění charakter fronty na opačný, tzn. že v části fronty vznikne teplá fronta.
Podružná studená fronta vzniká uvnitř stejných vzduchových hmot a odděluje od sebe jen jednotlivé dávky již částečně pozměněného (transformovaného) čerstvého mořského vzduchu. Projevy této fronty obvykle bývají již o něco slabší.
Okluzní fronta je úzké rozhraní mezi studenou a teplou vzduchovou hmotou, přičemž studený vzduch již vytlačil a uzavřel (uzavření = latinsky occlusio) téměř veškerý teplý vzduch od zemského povrchu. Projevuje se jako studená fronta se slabšími účinky, mnohdy se rozpadne ještě dříve, než z ní začnou vypadávat atmosférické srážky, její teplotní vliv na počasí je nevýrazný. Ve frontálním systému s teplou a studenou frontou vzniká okluzní fronta tehdy, kdy rychleji postupující studená fronta "dohání" frontu teplou a následně obě fronty splývají.
Frontální systém je obvykle tvořen teplou a studenou frontou, jejichž společný bod se v počátku obvykle nachází ve středu tlakové níže.
Frontální vlna se v předpovědi objevuje zejména tehdy, jestliže polární fronta je stacionární (nepohyblivá) a udržuje se jižně od nás. Studený vzduch proudící od SV narazí na orografickou překážku (masiv Alp), obejde ji a zasune se pod teplejší vzduch. Na původně rovné frontální linii se utvoří záhyb. Takové vlny většinou časem zanikají. Vytvoří-li se vlna nad oceánem či nad rovinami západní Evropy, je větší naděje, že na vrcholu vlny bude tlak vzduchu dále klesat a stoupat bude naopak na čele klínu a vznikne samostatná tlaková níže, na níž se váže frontální systém, který bývá v předpovědi pro laickou veřejnost často nazývaný frontální porucha.

Postup studené fronty v cyklóně na severní polokouli
Studená fronta v okludované cyklóně